# Cullumia
Cullumia es un género de plantas herbáceas perteneciente a la familia Asteraceae. Es originario de Sudáfrica. Comprende 28 especies descritas y de estas, solo 16  aceptadas. Es originario de África.

## Taxonomía
El género fue descrito por Robert Brown y publicado en Hortus Kewensis; or, a Catalogue of the Plants Cultivated in the Royal Botanic Garden at Kew. London (2nd ed.) 5: 137. 1813. La especie tipo es Cullumia ciliaris (L.) R.Br. ex R.Br. sinónimo de Cullumia reticulata (L.) "Greuter, M.V.Agab. & Wagenitz"

## Especiesaceptadas
A continuación se brinda un listado de las especies del género Cullumia aceptadas hasta junio de 2012, ordenadas alfabéticamente. Para cada una se indica el nombre binomial seguido del autor, abreviado según las convenciones y usos.
- Cullumia aculeata (Houtt.) Roessler
- Cullumia bisulca (Thunb.) Less.
- Cullumia carlinoides DC.
- Cullumia cirsioides DC.
- Cullumia decurrens Less.
- Cullumia floccosa E.Mey. ex DC.
- Cullumia micracantha DC.
- Cullumia micrantha DC.
- Cullumia patula (Thunb.) Less.
- Cullumia pectinata (Thunb.) Less.
- Cullumia reticulata (L.) "Greuter, M.V.Agab. & Wagenitz"
- Cullumia rigida DC.
- Cullumia selago Roessler
- Cullumia setosa (L.) Sieber ex R.Br.
- Cullumia squarrosa (L.) R.Br. ex R.Br.
- Cullumia sulcata (Thunb.) Drège ex Less.